# Raionul Orativ, Vinnița
Orativ (în ucraineană Оратівський район, transliterat: Orativskîi raion) este un raion în regiunea Vinnița, Ucraina. Reședința sa este așezarea de tip urban Orativ.

## Demografie
Componența lingvistică a raionului Orativ
     Ucraineană (99,1%)
     Alte limbi (0,84%)
Conform recensământului din 2001, majoritatea populației raionului Orativ era vorbitoare de ucraineană (99,1%), existând în minoritate și vorbitori de alte limbi.